# Berg, Borlänge kommun
Berg är en bebyggelse i Stora Tuna socken i Borlänge kommun belägen nordost om Romme i Dalarna. SCB har sedan 2023 avgränsat denna till en småort.